# Kovács János (utazó)
Kovács János (Szeghalom, Békés megye, 1816. november 9. – Szalacs, Bihar megye, 1906. december 7.) magyar tanár, természetbúvár Afrika-utazó.

## Élete
Árva gyermekként, 1833-ban kezdte meg tanulmányait a Debreceni Református Kollégiumban. 1843. szeptember 1-től 1844. március 1-ig főiskolai senior és köztanító volt. 1844-től kétéves önképző tanulmányúton vett részt Lőcsén, majd Berlinben, melynek során főleg természettudományokkal foglalkozott, s zoológus tanári diplomát szerzett. Hazatérését követően bekapcsolódott a Magyar Természettudományi Társulat munkájába. 1846-tól tíz éven át a Tisza családnál házitanítóként és nevelőként dolgozott. Gesztre költözve, munkája mellett, geológiai vizsgálatokat végzett Bihar vármegyében, majd folytatott átfogó természetrajzi kutatásokat a térségben. Nevelői minőségében – Tisza Domokos kísérőjeként – került sor 1855-1856 telén egyiptomi útjára: „...súlyos mellbeteg növendékemmel küldettem ki, hogy az egyiptomi és núbiai langyos, száraz tél adja meg neki azt, mit itthon az orvosi tudomány meg nem adhatott.” Az állandó felügyeletet igénylő beteg jelenléte megakadályozta őt abban, hogy a Nílus völgyétől távolabb is kutatásokat végezzen. Adatai és megfigyelései ily módon nem általában Egyiptomra, hanem kizárólag a Nílusra és a folyó közvetlen partvidékére vonatkoztathatók. Ő az első magyar természettudós, aki (bár korlátozott lehetőségek mellett) gyűjtő- és kutatómunkát végezhetett a fáraók földjén. Gyűjteményét a Magyar Nemzeti Múzeumnak ajándékozta. Ezt 1856 nyarán a Természettudományi Társulat nyilvános kiállításon mutatta be, mely alkalommal Kovács János előadást is tartott útjáról. A gazdag természettudományi anyag ismertetése mellett életszerű leírást közölt az általa bejárt föld népeiről, szokásairól és társadalmáról.
Szívesen időzött a társadalom, a nép életkörülményeinek ismertetésénél, kiemelve a beduinok megalkuvást nem ismerő szabadságszeretetét, melynek említése a Habsburg-elnyomás idején külön jelentőséggel bírt Magyarországon.
Egyiptomból való hazatérése után a debreceni evangélikus gimnáziumban kapott tanári állást, melyet nyugalomba vonulásáig, 1896-ig töltött be. Arany János barátja volt. Számos hazai és külföldi természetbúvárral tartott fenn kapcsolatot. 1867-ben a bécsi földtani társulat levelező tagjává választotta.
Kovács János a hazai barlangkutatás történetébe is beírta nevét. 1847-1855 között hat alkalommal földtani, őslénytani és zoológiai kutatásokat végzett Bihar megyében, több mint 20 barlangot vizsgált meg. 1854 júniusában Petényi Salamon Jánossal szervezett útjuk volt az első olyan expedíció hazánkban, amely egy terület összes barlangjának megismerésére és feldolgozására irányult. A fericsei barlangban (ma: Peştera de la Ferice) felfedezett egy új vakbogarat, amit Catops fericiensisnek nevezett el.
Cikkei a Falusi Gazdában (1864. II. 21. sz. A debreczeni terménykiállítás sat.), a Kertész Gazdában (1870), a Gazdasági Lapokban (1874), a debreczeni ref. főgymnasium Értesítőjében (1857. Jelentés afrikai utamról, 1858. A taneszközökről, 1878. A debreczeni ref. gymnasium taneszközei, 1895. A természetrajzi múzeumok története).

## Munkái
- Jelentés Afrikai utamról. A Debreceni Helvét Hitvallású Evangélikus Főgymnasium Negyedik Évi Értesítvénye, Debrecen, 1857.
- Földtani kirándulások Bihar megyében, a Sebes- és a Fekete-Körös közti vidéken. Magyarhoni Földtani Társulat Munkálatai, 1863. II.